# Xã North Creel, Quận Ramsey, Bắc Dakota
Xã North Creel (tiếng Anh: North Creel Township) là một xã thuộc quận Ramsey, tiểu bang Bắc Dakota, Hoa Kỳ. Năm 2010, dân số của xã này là 426 người.